# Robin Pedersen
Robin Mattias Johannes Pedersen (* 31. August 1996 in Oslo) ist ein norwegischer Skispringer.

## Werdegang
Robin Pedersen startete am 12. und 13. Dezember 2013 zum ersten Mal im Rahmen von zwei Wettbewerben in Notodden im FIS Cup, wo er die Plätze 15 und 12 belegte. Nach zwei Jahren Pause erfolgten im Dezember 2015 zwei weitere Starts bei den Wettbewerben in Notodden; dieses Mal erreichte er die Plätze vier und drei. Eine Woche später debütierte er am 19. und 20. Dezember 2015 in Rovaniemi im Continental Cup, wo er den 15. und 24. Platz und damit zugleich seine ersten Continental-Cup-Punkte erreichte. Daraufhin folgten weitere Starts im Continental Cup.
Bei den Nordischen Junioren-Skiweltmeisterschaften 2016 im rumänischen Râșnov belegte Pedersen im Einzelwettbewerb den 22. Platz und gewann im Mannschaftswettbewerb zusammen mit Are Sumstad, Marius Lindvik und Halvor Egner Granerud die Silbermedaille.
Im März 2018 erfolgte schließlich sein Debüt im Skisprung-Weltcup, als Pedersen im Rahmen der Raw Air 2018 als Teil der norwegischen nationalen Gruppe bei den Wettbewerben in Oslo und Lillehammer an den Start ging. Beide Male verpasste er den zweiten Durchgang und erreichte den 38. und 42. Platz. Im darauffolgenden Sommer startete Pedersen mehrmals beim Skisprung-Grand-Prix 2018. Während er bei zwei Starts in Einzelwettbewerben mit den Plätzen 49 und 32 erste Grand-Prix-Punkte verpasste, erreichte er am 8. September 2018 beim erstmals ausgetragenen Mixed-Team-Wettbewerb in Tschaikowski zusammen mit Anna Odine Strøm, Maren Lundby und Fredrik Bjerkeengen den dritten Platz und damit seine erste Podestplatzierung.
In die Continental-Cup-Saison 2018/19 startete Pedersen mit einem dritten Platz in Lillehammer am 8. Dezember 2018 und damit seinem ersten Podestplatz im Continental Cup. Am Wochenende darauf gewann er am 15. und 16. Dezember überraschend beide Continental-Cup-Wettbewerbe in Lahti. Daraufhin wurde er für die norwegische Mannschaft bei der Vierschanzentournee 2018/19 nominiert und konnte beim Neujahrsspringen auf der Großen Olympiaschanze in Garmisch-Partenkirchen als 30. seinen ersten Weltcuppunkt erringen.

## Privates
Sein Vater Trond Jøran Pedersen (* 1958) war ebenfalls als Skispringer aktiv.

## Erfolge

### Weltcupsiege im Team
| Nr. | Datum        | Ort  | Typ         |
| --- | ------------ | ---- | ----------- |
| 1.  | 9. März 2019 | Oslo | Großschanze |

### Continental-Cup-Siege im Einzel
| Nr. | Datum             | Ort                    | Typ         |
| --- | ----------------- | ---------------------- | ----------- |
| 01. | 15. Dezember 2018 | Lahti                  | Großschanze |
| 02. | 16. Dezember 2018 | Lahti                  | Großschanze |
| 03. | 19. Januar 2020   | Klingenthal            | Großschanze |
| 04. | 18. Dezember 2021 | Ruka                   | Großschanze |
| 05. | 19. Dezember 2021 | Ruka                   | Großschanze |
| 06. | 6. Januar 2024    | Garmisch-Partenkirchen | Großschanze |
| 07. | 13. Januar 2024   | Innsbruck              | Großschanze |
| 08. | 14. Januar 2024   | Innsbruck              | Großschanze |
| 09. | 21. Januar 2024   | Sapporo                | Großschanze |
| 10. | 15. Dezember 2024 | Ruka                   | Großschanze |
| 11. | 18. Januar 2025   | Bischofshofen          | Großschanze |
| 12. | 19. Januar 2025   | Bischofshofen          | Großschanze |
| 13. | 25. Januar 2025   | Sapporo                | Großschanze |

## Statistik

### Weltcup-Platzierungen
| Saison  | Platz | Punkte |
| ------- | ----- | ------ |
| 2018/19 | 041.  | 058    |
| 2019/20 | 029.  | 181    |
| 2021/22 | 053.  | 031    |
| 2023/24 | 053.  | 024    |
| 2024/25 | 047.  | 047    |

### Grand-Prix-Platzierungen
| Saison | Platz | Punkte |
| ------ | ----- | ------ |
| 2019   | 025.  | 099    |
| 2020   | 027.  | 012    |
| 2021   | 037.  | 054    |
| 2023   | 041.  | 050    |

### Continental-Cup-Platzierungen
| Saison  | Platz | Punkte |
| ------- | ----- | ------ |
| 2015/16 | 118.  | 023    |
| 2016/17 | 169.  | 003    |
| 2017/18 | 040.  | 255    |
| 2018/19 | 008.  | 785    |
| 2019/20 | 047.  | 160    |
| 2020/21 | 018.  | 309    |
| 2021/22 | 028.  | 368    |
| 2022/23 | 112.  | 008    |